# Arthur Rosenberg
Arthur Rosenberg is een Amerikaanse acteur.

## Carrière
Rosenberg begon in 1976 met acteren in de televisieserie Baretta. Hierna heeft hij nog meerdere rollen gespeeld in televisieseries en films zoals Being There (1979), The Incredible Hulk (1978-1980), Lou Grant (1979-1981), Knots Landing (1981-1982), Cujo (1983), Footloose (1984), Desperate for Love (1989), Hunter (1984-1989), Matlock (1987-1991), Beverly Hills, 90210 (1993), Murder One (1996) en The Huntress (2001). In 2004 speelde Rosenberg zijn laatste rol, wat hij hierna gedaan heeft is niet bekend.

## Filmografie[1]

### Films
Selectie:
- 1989 Desperate for Love – als Buck Cameron
- 1984 Footloose – als Wes Warnicker
- 1983 Cujo – als Roger Breakstone
- 1981 Nobody's Perfect – als de burgemeester
- 1979 Being There – als Morton Hull
- 1979 10 – als apotheker
- 1978 Coming Home – als Bruce

### Televisieseries
Uitgezonderd eenmalige gastrollen.
- 2001 The Huntress – als Jack Forbes – 7 afl.
- 1993 Beverly Hills, 90210 – als dr. George Ephart – 2 afl.
- 1984 – 1989 Hunter – als Lester D. Cain – 7 afl.

- Bibsys: 90621633
- Biblioteca Nacional de España: XX1264216
- Bibliothèque nationale de France: cb12138479j (data)
- Catàleg d'autoritats de noms i títols de Catalunya: 981058507717306706
- CiNii: DA01797473
- Gemeinsame Normdatei: 118749749
- International Standard Name Identifier: 0000 0001 0862 086X
- Library of Congress Control Number: n87897896
- Bibliotheek van het Japanse parlement: 00454660
- Nationale Bibliotheek van Tsjechië: skuk0004861
- Nationale bibliotheek van Australië: 35462238
- Nationale Bibliotheek van Israël: 987007267217105171
- Nationale Bibliotheek van Polen: a0000002954560
- Nationale en Universitaire bibliotheek Zagreb: 000124973
- Nederlandse Thesaurus van Auteursnamen: 071094946
- Réseau des bibliothèques de Suisse occidentale: 02-A003760227
- LIBRIS: 243564
- SNAC: w6h25xt0
- Système universitaire de documentation: 029843014
- Trove: 961565
- Virtual International Authority File: 807836
- WorldCat: E39PBJrmd6rD4rjr66HK8ykFKd